# Festival de Cinema Baiano
O Festival de Cinema Baiano (FECIBA) é um dos mais importantes e contínuos festivais de cinema do estado da Bahia, sendo voltado para o documentário e outras obras do cinema de curta-metragem.

## Primeiras edições
Seguindo a tradição de outros festivais que começaram a surgir no estado da Bahia a partir da década de 2000, a primeira edição do Festival aconteceu em Ilhéus nos dias 9 e 13 de janeiro de 2011, por realização do Núcleo de Produções Artísticas (Núproart) e da Panorâmica Produções, tendo estado sob a curadoria de Renata Hasselman quanto aos filmes expostos e sob a curadoria da Associação Baiana de Cinema e Vídeo (ABCV) em relação à premiação dos filmes.
No segundo festival, realizado em abril de 2012, houve promoveu-se uma diversificação maior na programação, enquanto que no terceiro festival, realizado em 2013, houve um aumento no valor do prêmio destinado ao melhor filme de acordo com o júri popular.

## Premiações
O FECIBA contempla as seguintes premiações:
- Melhor filme – Júri Técnico
- Melhor filme – Júri Popular
- Melhor Direção
- Melhor Roteiro
- Melhor Direção de Fotografia
- Melhor Direção de Arte
- Melhor Montagem
- Melhor Trilha Sonora
- Melhor Desenho de Som
- Melhor Ator
- Melhor Atriz
- Prêmio ABCV

### Vencedores dos Prêmios de Melhor Filme
| Ano (edição)     | Título                        | Direção                        | Categorias   | Referências  |
| ---------------- | ----------------------------- | ------------------------------ | ------------ | ------------ |
| 2011 (1ª edição) | Desconhecido                  | Desconhecido                   | Júri Técnico |              |
| 2011 (1ª edição) | Desconhecido                  | Desconhecido                   | Júri Popular |              |
| 2012 (2ª edição) | Premonição                    | Pedro Abib                     | Júri Técnico | [ 5 ]        |
| 2012 (2ª edição) | Premonição                    | Pedro Abib                     | Júri Popular | [ 5 ]        |
| 2013 (3ª edição) | Ser Tão Cinzento              | Henrique Dantas                | Júri Técnico | [ 4 ]        |
| 2013 (3ª edição) | Arremate                      | Rodrigo Luna                   | Júri Popular | [ 4 ]        |
| 2014 (4ª edição) | Braseiro                      | Thiago Gomes                   | Júri Técnico | [ 6 ] [ 7 ]  |
| 2014 (4ª edição) | Cidadão S/A                   | Adriano Lirio                  | Júri Popular | [ 7 ]        |
| 2015 (5ª edição) | Muros                         | Camele Queiroz, Fabrício Ramos | Júri Técnico | [ 8 ]        |
| 2015 (5ª edição) | Menino da Gamboa              | Pedro Perazzo, Rodrigo Luna    | Júri Popular | [ 8 ]        |
| 2016 (6ª edição) | Entroncamento                 | Maria Carolina, Igor Souza     | Júri Técnico | [ 9 ]        |
| 2016 (6ª edição) | Órun Àiyé: A Criação do Mundo | Jamile Coelho, Cintia Maria    | Júri Popular | [ 9 ] [ 10 ] |
| 2017 a 2020      | Não ocorreu                   | Não ocorreu                    | Júri Técnico | [ 11 ]       |
| 2017 a 2020      | Não ocorreu                   | Não ocorreu                    | Júri Popular | [ 11 ]       |
| 2021 (7ª edição) | Desconhecido                  | Desconhecido                   | Júri Técnico |              |
| 2021 (7ª edição) | Desconhecido                  | Desconhecido                   | Júri Popular |              |
| 2022             | Não ocorreu                   | Não ocorreu                    | Júri Técnico |              |
| 2022             | Não ocorreu                   | Não ocorreu                    | Júri Popular |              |
| 2023             | TBA                           | TBA                            | Júri Técnico |              |
| 2023             | TBA                           | TBA                            | Júri Popular |              |

## Outros festivais de cinema da Bahia
O FECIBA se destaca como um dos mais destacados eventos culturais voltados para a produção e disseminação cinematográfica e audiovisual no estado da Bahia que ainda se encontram ativos, juntando-se a outros festivais que persistem na Bahia como:
- Panorama Internacional Coisa de Cinema (primeira edição realizada em 2002 e última edição [a 18ª] em novembro de 2022);[1][12]
- Mostra Cinema Conquista (primeira edição realizada em 2004 e última edição [a 15ª] realizada em novembro de 2022);[1][13]
- Arraial Cine Fest (primeira edição realizada em 2006 e última edição [a 13ª] realizada em fevereiro de 2023);[1][14]
- Cinemulti Itacaré (primeira edição realizada em 2011 e última edição [a 3ª] realizada em 2021);[1][15]
- Cine Kurumin (primeira edição realizada em 2011 e última edição [a 8ª] realizada em março de 2021)[1][16].